# Tom Hollander
Thomas Anthony Hollander (Bristol, 25 augustus 1967) is een Engels acteur.
Hollander groeide op in Oxford en studeerde in Cambridge. Hij was lid van de Footlights Club, een amateuracteurclub waar eerder ook John Cleese en Sacha Baron Cohen lid van waren. Als student speelde hij in meerdere theaterstukken van medestudent Sam Mendes, waaronder het door critici positief ontvangen Cyrano de Bergerac, oorspronkelijk een stuk van de Franse toneelschrijver Edmond Rostand. Nadat hij was afstudeerd en een poging om op een toneelschool te gaan mislukte, werd hem gevraagd Macheath te spelen in De Driestuiversopera (1994), een productie van Donmar Warehouse.
In de jaren 90 ging Hollander over van het toneel naar televisie en films. Zo had hij rollen in Absolutely Fabulous, Martha, Meet Frank, Daniel and Laurence, Wives and Daughters, Gosford Park, The Lost Prince en Pride and Prejudice. Voor die laatste film won hij The Evening Standard Film Awards Comedy Award en een London Critics Circle-award voor beste mannelijke bijrol.
In 2006 kwam de film Pirates of the Caribbean: Dead Man's Chest uit, waarin hij de rol van Cutler Beckett speelde, een medewerker van de Britse Oost-Indische Compagnie die jacht moest maken op de piraterij. Ook in het derde deel uit 2007, Pirates of the Caribbean: At World's End, speelde hij weer hetzelfde personage.
Daarna was hij te zien in het toneelstuk Landscape with Weapon van Joe Penhall in het Royal National Theatre in Londen.
Op tv speelde Hollander de hoofdrol in de tweede reeks van de mede door hemzelf gecreëerde comedy-serie Rev, over de perikelen van een stadspredikant.
Hij is woonachtig in Notting Hill in Londen.

## Filmografie
- The Boy, the Mole, the Fox and the Horse (2022) - The Mole (stem)
- The King's Man (2021) - George V / Wilhelm II / Nicholas II
- Extinct (2021) - Charles Darwin (stem)
- Mowgli: Legend of the Jungle (2018) - Tabaqui
- A Private War (2018) - Sean Ryan
- Bohemian Rhapsody (2018) - Jim (Miami) Beach
- Bird Box (2018) - Gary
- Breathe (2017) - David Blacker
- Tulip Fever (2017) - Dr. Sorgh
- Mission: Impossible – Rogue Nation (2015) - Premier Verenigd Koninkrijk
- About Time (2013) - Harry
- Hanna (2011) - Isaacs
- The Soloist (2009) - Graham Claydon
- In the Loop (2009) - Simon Foster
- Valkyrie (2008) - Kolonel Heinz Brandt
- Golden Age (2007) - Sir Amias Paulet
- Pirates of the Caribbean: At World's End (2007) - Lord Cutler Beckett
- Land of the Blind (2006) - Maximilian II (of "Junior")
- A Good Year (2006) - Charlie
- Pirates of the Caribbean: Dead Man's Chest (2006) - Lord Cutler Beckett
- Pride and Prejudice (2005) - Mr. Collins
- The Libertine (2004) - Sir George Etheredge
- Paparazzi (2004) - Leonard Clark
- Stage Beauty (2004) - Sir Peter Lely
- Cambridge Spies (2003, televisiefilm) - Guy Burgess
- The Lost Prince (2003, televisiefilm) - King George V
- Possession (2002) - Euan
- Gosford Park (2001) - Luitenant-commandant Anthony Meredith
- Enigma (2001) - Logie
- Maybe Baby (2001) - Ewan Proclaimer
- Wives and Daughters (1999, tv-miniserie) - Osborne Hamley
- Martha, Meet Frank, Daniel and Laurence (1998) - Daniel
- Bedrooms and Hallways (1998) - Darren